# Ann Schevenels
Ann Schevenels (Sint-Truiden, 27 mei 1962) is een Belgische politica en voormalig advocate.

## Biografie
Ann Schevenels werd geboren in Sint-Truiden, maar groeide op in Keerbergen. Ze studeerde rechten aan de Vrije Universiteit Brussel (1986) en werd beroepshalve advocate.
In 1994 werd ze verkozen als gemeenteraadslid en schepen van Keerbergen. Van 2001 tot 2012 was ze burgemeester van de gemeente. In 2013 moest ze haar burgemeesterssjerp afgeven aan Dominick Vansevenant (N-VA). Van 2019 tot 2024 was ze opnieuw titelvoerend burgemeester van Keerbergen. Bij de gemeenteraadsverkiezingen van oktober 2024 was ze geen kandidaat meer voor het burgemeesterschap, maar ze werd wel herkozen als gemeenteraadslid.
Sinds 1995 is ze provincieraadslid en sinds 2016 gedeputeerde van Vlaams-Brabant.
Bij de federale verkiezingen van 2003, 2007, 2010 en 2014 was Schevenels opvolgster op de VLD/Open Vld-lijst in de kieskring Leuven/Vlaams-Brabant. In 2009 en 2019 was ze kandidaat bij de Vlaamse verkiezingen.
Van 2013 tot 2016 was ze kabinetschef van schepen van Brussel Alain Courtois en Els Ampe.
In 2019 werd ze voorzitster van de Vereniging van de Vlaamse Provincies in opvolging van Luk Lemmens. Tom Dehaene volgde haar in 2022 op.